# Půst prvorozených
Půst prvorozených (hebrejsky תַּעֲנִית בְּכוֹרִים / תַּעֲנִית בְּכוֹרוֹת‎, ta'anit bechorot / ta'anit bechorim) se připomíná 14. nisanu, v předvečer svátku Pesach. Jedná se o zvláštní půst, kterým jsou povinni prvorození Izraele.

## Povinnost půstu
Přesné vymezení prvorozenců, na které se povinnost půstu vztahuje, je předmětem sporu mezi rabínskými autoritami. Za prvorozence se považuje jak první syn své matky, tak zpravidla i první syn svého otce. Prvorozené ženy a dívky nejsou podle převládajícího názoru povinny se postit, ale mohou se dobrovolně k půstu připojit. Různé názory jsou i na prvorozence narozeného císařským řezem a na prvorozeného Nežida, který konvertoval k judaismu.
Chlapec do věku bar micva se nepostí, ale postit by se za něj měl jeho otec.
Půst patří mezi menší, drží se od východu slunce do soumraku. Nemocní, kterým je půst na obtíž, se postit nemusí, a to ani v případě, že nepředstavuje ohrožení života. Postící se recitují Anenu během Amidy.
Připadá-li erev Pesach na konec šabatu, přesunuje se půst na předcházející čtvrtek.

## Důvod půstu
Existence obyčeje prvorozených postit se v den předcházející Pesachu je okrajově zmíněna v Jeruzalémském talmudu; ze zmínky však nevyplývá, že by se jednalo o rozšířenou a všeobecně dodržovanou tradici. Jako zavedený obyčej je půst zmíněn v jednom z menší traktátů Sofrim, kde je půst prvorozených na erev Pesach zmíněn jako jedna z výjimek ze zákazu postit se v měsíci nisan.
Jako důvod tohoto půstu se nejčastěji uvádí připomínka toho, že Bůh prvorozené Izraelity ušetřil, když pobíjel vše prvorozené v Egyptě (מַכַּת בְּכוֹרוֹת‎):
| „                         | Až se vás pak vaši synové budou ptát, co pro vás tato služba znamená, odpovíte: »Je to velikonoční obětní hod Hospodinův. On v Egyptě pominul domy synů Izraele. Když udeřil na Egypt, naše domy vysvobodil.« Lid padl na kolena a klaněl se. Izraelci pak odešli a učinili přesně tak, jak Hospodin Mojžíšovi a Áronovi přikázal. Když nastala půlnoc, pobil Hospodin v egyptské zemi všechno prvorozené, od prvorozeného syna faraónova, který seděl na jeho trůnu, až po prvorozeného syna zajatce v žalářní kobce, i všechno prvorozené z dobytka. | “ |
| — Bible, Exodus 12, 26-29 | |   |

Chatam Sofer uvádí, že před samotnou událostí pobití prvorozených v Egyptě se izraelští prvorozenci navzdory Božímu ujištění o jejich bezpečí rozhodli postit, aby i oni sami projevili zájem o Boží přízeň a ochranu; pozdější tradice půstu je připomínkou tohoto jejich rozhodnutí a úsilí.
Rabi Šlomo Zalman Ojerbach vysvětluje důvod půstu odlišně: Prvorozenci se postí jako výraz truchlení nad ztrátou postavení kněží, které po vyjití z Egypta přešlo na pokolení Levi.

## Zrušení půstu
U půstu prvorozených je rozšířená a doporučovaná praxe vyhnout se povinnosti půstu tím, že se prvorozenec zúčastní micvy, která je doprovázena hostinou na její počest (se'udat micva). Zpravidla se v tento den organizuje dokončení studia některého talmudického traktátu (tzv. sijum masechet); obdobný účinek však má i účast na svatbě, obřízce, oslavě bar micva apod. Účastník micvy, který snědl něco v rámci hostiny na její počest, je pro tento den od půstu osvobozen.
Důvody, proč je upřednostňováno zrušení půstu před jeho dodržením, lze spatřovat v nejasnostech ohledně vymezení, kdo je povinen tímto půstem ve spojení se zákazem postit se v měsíci nisan mimo vymezené případy. Je-li půst přesunut na předcházející čtvrtek, může to být vnímáno jako další důvod pro nahrazení půstu účastí na se'udat micva, protože starší prameny uvádějí výjimku ze zákazu půstů v měsíci nisan pouze pro erev Pesach a možnost přesunu na dřívější termín nezmiňují. Krom toho je v takovém roce prvorozenec povinen v noci ze čtvrtka na pátek provést ve svých prostorách kontrolu chamecu (bedikat chamec), do jejíhož ukončení je rovněž zakázáno jíst. Doba půstu by se mu tak mohla neúměrně prodloužit a případně i ovlivnit jeho sílu a pozornost při provádění této důležité micvy.